# Olympische Winterspiele 2018/Teilnehmer (Dänemark)
| Gelbes Symbol für Goldmedaillen mit stilisierten Olympischen Ringen | Graues Symbol für Silbermedaillen mit stilisierten Olympischen Ringen | Braundes Symbol für Bronzemedaillen mit stilisierten Olympischen Ringen |
| ------------------------------------------------------------------- | --------------------------------------------------------------------- | ----------------------------------------------------------------------- |
| —                                                                   | —                                                                     | —                                                                       |

Dänemark nahm an den Olympischen Winterspielen 2018 in Pyeongchang mit 17 Athleten in fünf Disziplinen teil, davon zehn Männer und sieben Frauen. Es war die vierzehnte Teilnahme Dänemarks bei Olympischen Winterspielen sein. Fahnenträgerin bei der Eröffnungsfeier war Elena Møller Rigas.

## Teilnehmer nach Sportarten

### Curling
| Wettbewerb  | Frauen | Männer |
| ----------- | --- | --- |
| Athleten    | Madeleine Dupont Denise Dupont Julie Høgh Mathilde Halse Lina Knudsen                                                                                | Rasmus Stjerne Johnny Frederiksen Mikkel Poulsen Oliver Dupont Morten Thomsen                                                  |
| Vorrunde    | Schweden 3:9 Japan 5:8 Kanada 9:8 Großbritannien 6:7 China 7:10 Vereinigte Staaten 6:7 Olympische Athleten aus Russland 7:8 Schweiz 4:6 Südkorea 3:9 | Schweden 5:9 Schweiz 7:9 Italien 6:4 Vereinigte Staaten 5:9 Norwegen 8:10 Südkorea 9:8 Großbritannien 6:7 Japan 4:6 Kanada 3:8 |
| Halbfinale  | ausgeschieden | ausgeschieden |
| Finale      | ausgeschieden | ausgeschieden |
| Platzierung | 10. Platz | 10. Platz |

### Eisschnelllauf
| Athleten           | Wettbewerbe | Halbfinale | Halbfinale | Finale        | Finale        | Rang |
| Athleten           | Wettbewerbe | Punkte     | Rang       | Punkte        | Rang          | Rang |
| ------------------ | ----------- | ---------- | ---------- | ------------- | ------------- | ---- |
| Männer             |             |            |            |               |               |      |
| Stefan Due Schmidt | Massenstart | 40         | 2          | 0             | 13            | 13   |
| Viktor Hald Thorup | Massenstart | 5          | 4          | 8             | 5             | 5    |
| Frauen             |             |            |            |               |               |      |
| Elena Møller Rigas | Massenstart | 0          | 9          | ausgeschieden | ausgeschieden | 20   |

### Freestyle-Skiing
| Athleten            | Wettbewerbe | Qualifikation | Qualifikation | Finale        | Finale        | Rang |
| Athleten            | Wettbewerbe | Punkte        | Rang          | Punkte        | Rang          | Rang |
| ------------------- | ----------- | ------------- | ------------- | ------------- | ------------- | ---- |
| Frauen              |             |               |               |               |               |      |
| Laila Friis-Salling | Halfpipe    | 45,00         | 23            | ausgeschieden | ausgeschieden | 23   |

### Ski Alpin
| Athleten             | Wettbewerbe  | 1. Lauf     | 2. Lauf       | Gesamt        | Gesamt        |
| Athleten             | Wettbewerbe  | Zeit        | Zeit          | Zeit          | Rang          |
| -------------------- | ------------ | ----------- | ------------- | ------------- | ------------- |
| Männer               |              |             |               |               |               |
| Christoffer Faarup   | Abfahrt      | −           | −             | 1:44,48 min   | 36            |
| Christoffer Faarup   | Super-G      | −           | −             | 1:27,81 min   | 32            |
| Christoffer Faarup   | Kombination  | 1:21,08 min | 54,13 s       | 2:15,21 min   | 30            |
| Casper Dyrbye Næsted | Riesenslalom | 1:20,33 min | 1:18,01 min   | 2:38,34 min   | 60            |
| Casper Dyrbye Næsted | Slalom       | DNF         | ausgeschieden | ausgeschieden | ausgeschieden |

### Skilanglauf
| Athleten      | Wettbewerbe     | Zeit         | Rang |
| ------------- | --------------- | ------------ | ---- |
| Männer        |                 |              |      |
| Martin Møller | 15 km Freistil  | 39:35,40 min | 90   |
| Martin Møller | 50 km klassisch | 2:36:10,8 h  | 60   |